# Отаго (півострів)

Розташування півострова Отаго

45°51′30″ пд. ш. 170°39′00″ сх. д. / 45.858333333333° пд. ш. 170.65° сх. д.
Піво́стрів Ота́го (англ. Otago Peninsula) — видовжений пересічений півострів, що формує найсхіднішу частину міста Данідін, що в регіоні Отаго, на Південному острові Нової Зеландії. Має вулканічне походження, фактично є однією зі стін великого кратера, що утворює бухту Отаго. Півострів розташований на схід від бухти, паралельно основному берегу. Його довжина близько 30 км, ширина — 12 км, з основною землею він сполучається вузьким перешийком близько 1 км завширшки.
На західній частині півострова розташовані приміські райони міста Данідін, проте решта території малонаселена і переважно використовується для випасу овець. Також на півострові мешкає багато диких тварин, переважно морських птахів, а екологічний туризм складає важливу частину економіки району.
Сукупне населення становить 13 224 осіб (оц.2013-07-01) ( Нова Зеландія).

#### Переписні округи, котрі розташовані на півострові
- Муссельбур (англ. Musselburgh)
- Андерсонс Бей (англ. Andersons Bay)
- Воуксхол (англ. Vauxhall)
- Іннер Пенінсула (англ. Inner Peninsula)
- Компані Бей (англ. Company Bay)
- Макендрю Бей (англ. Macandrew Bay)
- Броад Бей-Портобелло (англ. Broad Bay-Portobello)
- Таіароа-Кейп Саундерс (англ. Taiaroa-Cape Saunders)
- Сендімоунт (англ. Sandymount)

| Нова Зеландія | Це незавершена стаття з географії Нової Зеландії. Ви можете допомогти проєкту, виправивши або дописавши її. |